# ژرژ لان
ژرژ لان (فرانسوی: Georges Lannes‎؛ ۲۷ اکتبر ۱۸۹۵ – ۸ ژوئیه ۱۹۸۳) بازیگر اهل فرانسه بود.
از فیلم‌ها یا برنامه‌های تلویزیونی که وی در آن نقش داشته است می‌توان به مولن روژ، کودک مونت کارلو، و کنت دو مونت-کریستو اشاره کرد.